# Komárom-Esztergom
Komárom-Esztergom er en af de 19 provinser i Ungarn. Provinsen har et areal på 2.265 kvadratkilometer og et indbyggertal (pr. 2001) på ca. 317.000. 
Komárom-Esztergoms hovedstad er Tatabánya, der også er provinsens største by.
- Wikimedia Commons har flere filer relateret til Komárom-Esztergom

47°35′N 18°20′Ø / 47.58°N 18.33°Ø